# Barry West
Barry West (* 24. Oktober 1958; † 15. Dezember 2022) war ein englischer Snookerspieler aus Doncaster, der zwischen 1985 und 1997 zwölf Saisons als Profispieler verbrachte. In dieser Zeit erreichte er unter anderem dreimal ein Viertelfinale sowie Rang 21 der Snookerweltrangliste.

## Karriere
Erstmals machte West auf sich aufmerksam, als er 1981 das Finale des nördlichen Qualifikationswettbewerbes der English Amateur Championship erreichte, aber George Wood unterlag. 1982 folgte dort eine Halbfinalniederlage gegen John Parrott und 1984 eine Viertelfinalniederlage gegen Jack McLaughlin, bevor West 1984 die Pontins Autumn Open gewinnen konnte, die zwar im Gegensatz zur English Amateur Championship keine nationale Meisterschaft, aber trotzdem ein wichtiges Amateurturnier waren. Ein Jahr später stand er erneut im Finale des nördlichen Qualifikationswettbewerbs und verlor erneut, diesmal gegen den Schotten Jimmy McNellan. Kurze Zeit später wurde er Profispieler, danach stand er noch im Halbfinale der Pontins Autumn Open 1985.
In seiner Debütsaison als Profispieler, der Spielzeit 1985/86, konnte West bei einem Großteil der Turniere bereits die Qualifikation überstehen. Einen Achtungserfolg erzielte er bei der UK Championship, als er unter anderem den ehemaligen Vize-Weltmeister Doug Mountjoy besiegte und erst im Viertelfinale dem damals dominierenden Engländer Steve Davis unterlag. Auf der Weltrangliste stieg er so direkt auf Rang 30 ein. In den nächsten beiden Saisons konnte er sich auf einem vergleichsweise hohen Niveau etablieren. Der Engländer überstand jede Qualifikation und nahm somit auch zweimal an der Hauptrunde der Snookerweltmeisterschaft im Crucible Theatre teil, doch bei fast allen Turnieren musste er sich mit Niederlagen in den frühen Runden der Hauptphase zufriedengeben. Einzige Ausnahme in diesen zwei Jahren war die English Professional Championship 1988, bei der er bis ins Halbfinale kam. Dieses Turnier hatte aber keinen Einfluss auf die Weltrangliste, auf der er sich während der beiden Saisons auf Platz 26 verbesserte. Mit der Saison 1988/89 erreichte West schließlich den Höhepunkt seiner Karriere. Er stand im Achtelfinale der British Open und im Viertelfinale der International Open und der UK Championship. Auf der Weltrangliste sprang er auf Rang 21 ebenfalls auf die höchste Platzierung seiner Karriere.
Danach verschlechterte sich Wests Form nach und nach. Schon in der folgenden Saison verpasste er unter anderem die Qualifikation für die WM-Hauptrunde, in der Saison 1990/91 zog er in kein einziges Achtelfinale ein. In der nächsten Saison war sein bestes Ergebnis eine einzige Teilnahme an einer Runde der letzten 32, beim Grand Prix 1991. Dadurch stürzte er binnen dreier Jahre auf Rang 57 ab. Anschließend musste West immer früher in der Qualifikation der Turniere starten, weil seine Weltranglistenposition sich verschlechtert hatte und gleichzeitig durch die Öffnung der Profitour zahllose neue Profispieler ihr Glück ausprobieren wollten. Fast immer musste der Engländer nun frühe Niederlagen hinnehmen, Hauptrundenteilnahmen wurden eine Seltenheit. Sein bestes Ergebnis war der Einzug in die Runde der letzten 48 der Thailand Open 1995. Auf der Weltrangliste rutschte er bis 1997 auf Rang 179 ab. Da Mitte 1997 die Anzahl der Profispieler auf der Tour wieder begrenzt wurde, verlor West anschließend seine Startberechtigung. Anschließend versuchte er, auf die Tour wieder zurückzukehren, war aber weder bei der WPBSA Qualifying School noch auf der UK Tour 1997/98 erfolgreich. Danach beendete er seine Karriere.
2010 nahm West als Amateur an der Qualifikation der Snookerweltmeisterschaft teil, schied aber noch vor Beginn der eigentlichen Qualifikation in den Vorrunden aus. In den nächsten Jahren meldete er sich zweimal für die World Seniors Championship, hatte aber nie wirklich Erfolg. Sein bestes Ergebnis war eine Achtelfinalteilnahme bei der Ausgabe 2012. Er starb am 15. Dezember 2022 im Alter von 64 Jahren; der professionelle Weltverband gab seinen Tod am darauffolgenden Tag mit einem Nachruf auf seiner Website bekannt. Der ehemalige Profispieler Ian McCulloch würdigte den in Doncaster wohnhaft gewesenen West als „yorkshirische Snooker-Legende“, der „am und abseits des Tisches ein echter Charakter“ gewesen sei.

## Erfolge
| Ausgang         | Jahr | Turnier                              | Finalgegner    | Ergebnis |
| --------------- | ---- | ------------------------------------ | -------------- | -------- |
| Amateurturniere |      |                                      |                |          |
| Zweiter         | 1981 | English Amateur Championship – North | George Wood    | 7:8      |
| Sieger          | 1984 | Pontins Autumn Open                  | Gary Heycock   | 7:3      |
| Zweiter         | 1985 | English Amateur Championship – North | Jimmy McNellan | 4:8      |
| Zweiter         | 1997 | WPBSA Qualifying School – Event 1    | Nick Walker    | 2:5      |